# Messerschmitt Me 209
Pour les articles homonymes, voir Messerschmitt.
La désignation Messerschmitt Me 209 désigne deux projets aéronautiques distincts.
Le Me 209 à proprement parler est un avion de course monomoteur civil développé dans les années 1930, sans aucun lien avec le Me 109. Par ailleurs fut développé dans les années 1940 un Me 209-II, projet militaire ayant pour base le Messerschmitt Bf 109, le chasseur le plus répandu de la Luftwaffe durant la Seconde Guerre mondiale. Nous parlerons ici du premier appareil.

## Design et développement
Le premier Me 209 était en fait un avion complètement nouveau dont la désignation fut utilisé par Messerschmitt comme outil de propagande : Détenteur de nombreux records vitesse, les Allemands espéraient voir son nom et ses performances associées au Messerschmitt Bf 109, déjà en service à l'époque.
Le Me 209 fut construit en 1937 et ne partage en fait que son moteur Daimler-Benz DB 601, avec son grand frère Bf 109. Willy Messerschmitt dessina un avion élancé dont le cockpit était placé bien en retrait, juste devant la section de queue cruciforme. À la différence du Bf 109, le Me 209 comporte un train d'atterrissage large, venant se loger dans les ailes au lieu du fuselage.

### Tests
Le prototype (immatriculé D-INJR) atteignit son objectif, quand son pilote d'essai Fritz Wendel bat le record du monde de vitesse, le 26 avril 1939 avec 755,138 km/h. L'idée d'adapter la bête de course en chasseur se dessina de plus en plus, au moment où le Bf 109 perdait la supériorité aérienne face aux Supermarine Spitfire anglais, durant la Bataille d'Angleterre. Cependant, le « petit » détenteur de record, n'était pas encore adapté au combat aérien : Les ailes étaient presque entièrement occupées par le système de refroidissement du moteur, interdisant le montage d'armement conventionnel. Le Me 209 était également difficile à piloter que ce soit en vol ou au sol. Néanmoins l'équipe de Messerschmitt fit quelques tentatives d'améliorations, en agrandissant les ailes, en lui donnant une dérive plus grande, et en installant 2 MG 17 dans le capot. Ces diverses modifications ont gravement alourdi l'appareil, réduisant son avantage de vitesse au point de devenir plus lent que le Bf 109E.
Le projet fut rapidement abandonné et ne fut jamais produit à grande échelle. Cependant, l'empreinte du Me 209 sur les records de vitesses (d'avion à moteur à pistons) resta longtemps dans les mémoires. Il ne fut détrôné que le 16 août 1969, par Darryl Greenamyer à bord de son très modifié Grumman F8F Bearcat.

### Survivant

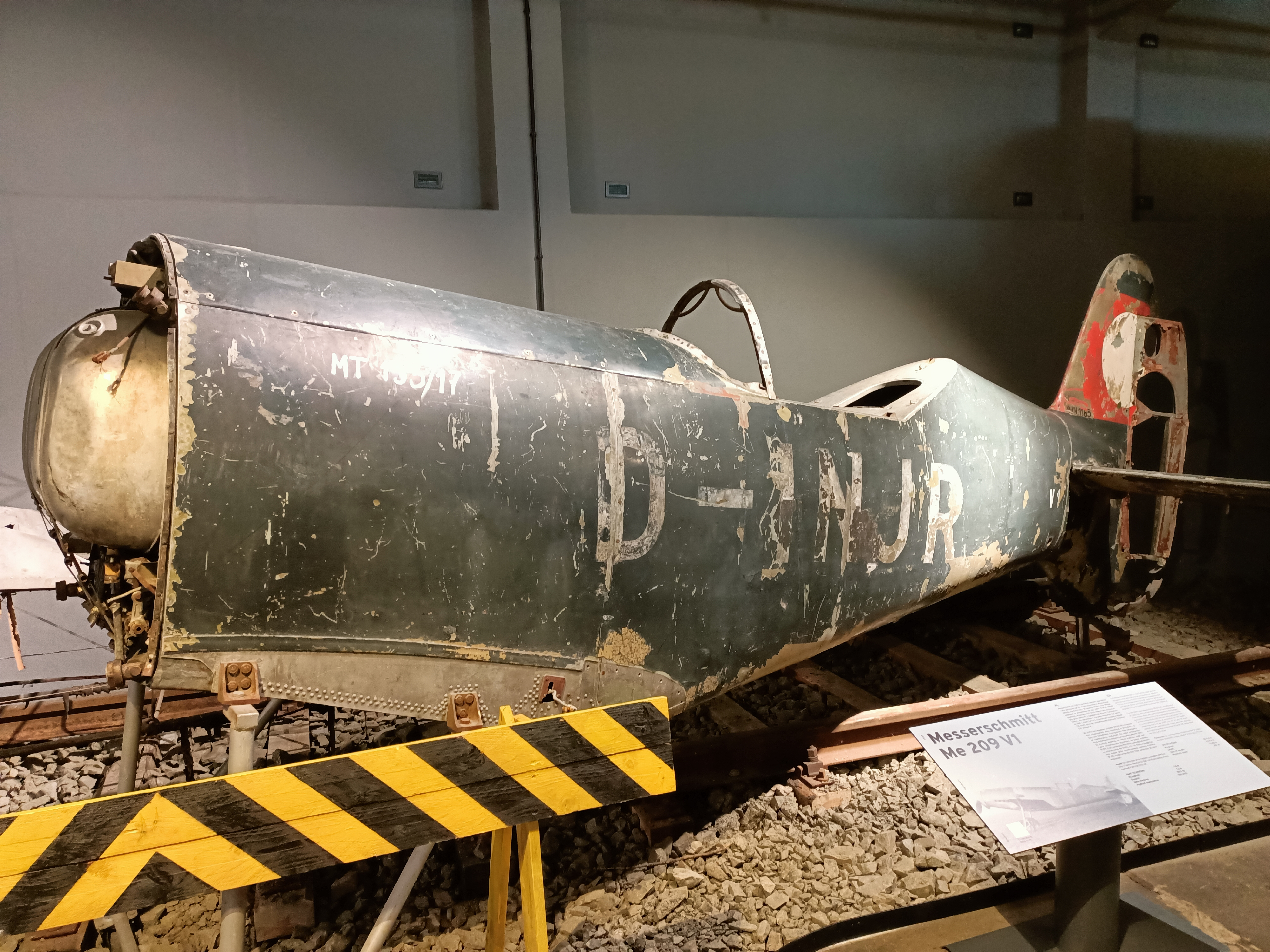
Me 209 au musée polonais de l'aviation

Un fuselage du Me 209 est visible au musée polonais de l'aviation à Cracovie.